# حشره‌خوار کوتوله مصری
 حشره‌خوار کوتوله مصری (نام علمی: Crocidura religiosa) نام یک گونه از سرده حشره‌خوارهای دندان‌سفید است.